# Община (Австрия)
Община (нем. Gemeinde) — независимая (автономная) единица местного самоуправления в Австрии. Правовые отношения общин закреплены в статьях 115—120 Конституции Австрии. В соответствии со статьями 115 и 116 Конституции Австрии община — территориальная единица с правом самоуправления и одновременно административная единица. «Каждая земля (федеральная земля) делится на общины. Каждый участок территории страны должен принадлежать какой-то общине. Община является самостоятельной хозяйственной единицей. Она имеет право в пределах, установленных общими законами Федерации и земли, владеть всякого рода имуществом, приобретать его и распоряжаться им, заниматься хозяйственным предпринимательством, а также в рамках финансовой системы самостоятельно определять свой бюджет и взимать налоги. Для общины с населением не менее двадцати тысяч жителей, если это не ущемляет интересы земли, должен быть по представлению общины на основании закона земли установлен самостоятельный статус (городской правовой статус). Такое законодательное решение может быть опубликовано лишь с согласия Федерального правительства. Согласие считается данным, если в течение восьми недель со дня получения законодательного решения компетентным Федеральным министерством Федеральное правительство не сообщит губернатору земли о своем отказе. Город, имеющий самостоятельный статус, должен помимо задач общинного управления осуществлять также задачи районного управления».

## Определение
Под термином «общины», в соответствии со статьями 115—120 Конституции Австрии, понимают локальные (местные) общины. В Австрии кроме локальных (местных) есть ещё кадастровые и статистические общины. Чтобы различать типы общин, применяется термин «политической общины» для локальных (местных) общин. Для городских (нем. Stadtgemeinde) и ярмарочных (нем. Marktgemeinde) общий термин «община» (нем. Gemeinde) является синонимом, особенно когда речь идёт о социальных объектах или общинных (муниципальных, коммунальных) налогах.
По европейской статистической классификации NUTS общины Австрии соответствуют муниципальному (коммунальному) административному уровню LAU 2 (англ.).

## Общие сведения
Юридически нет никакой разницы между маленькими или большими общинами. Община (сообщество, муниципальное образование) может состоять из одного или нескольких населённых мест. Исторически подразделения муниципального образования соответствуют кадастровым общинам (нем. Katastralgemeinde). Так что, может случиться так, что сообщество состоит не только из одного места, но и из нескольких кадастровых. С другой стороны, вполне возможно, что город (нем. Stadt) состоит из множества кадастровых общин, которые в свою очередь расположены в нескольких местах. Это во многом зависит от муниципальных реформ, связанных со слиянием общин в большое сообщество (нем. Großgemeinde). Города с особым статусом (нем. Statutarstadt) в дополнение к общинным обязанностям, выполняют и функции окружного административного права (нем. Bezirksverwaltung). В соответствии со статьёй 108 Конституции Австрии в Вене, «приравненной по своему положению к положению земли, на общинный совет возложены также функции Ландтага, на городской сенат — также функции правительства земли, на бургомистра — также функции губернатора земли, на магистрат — также функции службы управления правительства земли, на директора магистрата — также функции директора службы управления земли».

## Политическая община
Политическая община в Австрии — местная административно-территориальная единица 3-го уровня. Она представляет собой небольшую административную единицу с городом, ярмарочным посёлком или сельским населённым пунктом (поселением) в качестве центра (как правило, самым крупным в общине), вокруг которого могут располагаться несколько небольших селений или хуторов. Иногда общину образует всего один населённый пункт. Близкими к политической общине единицами являются — коммуна, муниципалитет, муниципальное образование.

### История
Существующие на сегодня (политические) общины впервые появились 17 марта 1849 года благодаря Императорскому патенту (Kaiserliches Patent) императора Франца Иосифа I и распространялись только на Цислейтанию, немецкую часть двуединой монархии — Австро-Венгрии. С 10 ноября 1920 года, с момента вступления в силу Конституции Австрии, уже на высшем законодательном уровне были закреплены права и обязанности (политических) общин.
В соответствии с частью второй статьи 115 главы «С» четвёртого раздела Конституции Австрии «в отношении вопросов, которые не отнесены определенно к компетенции Федерации, законодательство земли должно урегулировать право общин в соответствии с принципами последующих статей данной главы. Компетенция по вопросам, относящимся согласно статьям 118 и 119 к ведению общин, определяется в соответствии с общими предписаниями настоящей Федеральной Конституции».

### Слияние и разделение общин
Политические общины Австрии автономны и наделены правами, позволяющие им самостоятельно решать вопросы слияния (объединения) и разделения (разъединения), на основании существующего в федеральных землях местного избирательного права. Так, к примеру, политические общины Гаттендорф (нем. Gattendorf), Нойдорф (нем. Neudorf) и Поцнойзидль (нем. Potzneusiedl) в 1971 году, опираясь на статью 116а Конституции Австрии, путём слияния образовали большое сообщество Гаттендорф-Нойдорф (нем. Gattendorf-Neudorf). Это большое сообщество продержалось всего 19 лет и после разделения общин с 1 января 1990 года каждая из них вновь восстановила свою былую независимость и вернула самоуправление.
В соответствии со статьёй 116а Конституции Австрии действительно «для выполнения отдельных задач в сфере собственной компетенции общины могут объединяться на основании соглашения в союзы общин. Такое соглашение требует разрешения надзорного органа. Разрешение должно быть дано на основании постановления, если соответствующее закону соглашение участвующих общин и образование союза общин:
- не угрожает в случае выполнения задач государственного управления, функционированию участвующих в соглашении общин как самоуправляющихся единиц;
- основывается, в случае выполнения задач общин в качестве субъектов частного права, на целесообразности, рентабельности и экономичности в интересах участвующих общин»[1].

«Объединение местных общин в территориальные общины, их устройство на основе самоуправления и установление других принципов организации общего государственного управления в землях является предметом регулирования федерального конституционного законодательства; конкретизация этих законов осуществляется через законодательство земель. Определение компетенции в области служебного права и права, регулирующего замещение должностей служащих территориальных общин, является предметом федерального конституционного законодательства».

### Современное положение. Статус и иерархия
По состоянию на 1 мая 2015 года в Австрии насчитывается 2100 политических общин.
Иерархическая структура
Статистическим управлением Австрии всем общинам присвоены последовательные пятизначные идентификационным коды (нем. Gemeindekennziffer). Эти коды имеют следующую иерархическую структуру: 1-я цифра обозначает в алфавитном порядке федеральную землю; 2 и 3 — политический округ (нем. Politische Bezirk) или штатутарштадт (нем. Statutarstadt); 4 и 5-я — код общины (независимого субъекта местного самоуправления) в политическом округе, в основном в алфавитном порядке, но бывают и отклонения (в связи с административными реформами при изменении числа общин этот порядок нарушается).
Образец иерархической структуры на примере общины Раппоттенштайн и венского района Нойбау:
- 3 25 21, где 3 — Нижняя Австрия, 25 — округ Цветль, 21 — община Раппоттенштайн;
- 9 07 01, где 9 — Вена, 07 — Нойбау (7-й район Вены), 01.

Статус
Каждой общине также присвоен статус: SS — Statutarstadt (штатутарштадт), ST — Stadtgemeinde (городская община), M — Marktgemeinde (ярмарочная община) и без обозначения — Gemeinde (Landgemeinde) ohne Status (община без статуса).

### Сельская община
Сельская община (нем. Landgemeinde в Австрии; официально — община нем. Gemeinde) — местное независимое (автономное) муниципальное образование без особого статуса, в отличие от городских (нем. Stadtgemeinde) или ярмарочных общин (нем. Marktgemeinde). Таким образом, сельская община является одной из самых низких форм на муниципальном уровне. Она может состоять из одного или нескольких сельских населённых пунктов, расположенных в разных кадастровых общинах, которые, в свою очередь, состоят из отдельных частей (нем. Ortsteil). Сельские общины, объединённые с несколькими, ранее независимыми сельскими населёнными пунктами в большое сообщество (нем. Großgemeinde), часто возникают из соображений экономии и эффективности управления.
В административной структуре Австрии сельская община является наиболее распространенной муниципальной формой управления. По состоянию на 1 мая 2015 года в Австрии из 2100 политических общин — 1131 сельская. Это означает, что почти 54 %, то есть несколько больше, чем половина всех муниципалитетов Австрии, сельские.

### Большое сообщество
Большое (расширенное) сообщество (нем. Großgemeinde) — муниципальное образование в Австрии, образованное в результате реформы местного самоуправления путём слияния нескольких независимых (автономных) общин или их частей (нем. Ortsteil) в одну. Большие сообщества так же, как и все другие муниципальные образования, имеют единую местную администрацию и управление — совет общины (нем. Gemeinderat) и бургомистра (мэра) (нем. Bürgermeister). Большие сообщества, возникшие в результате слияний ранее независимых (сельских) общин являются их полноправными правопреемниками и наделяются всеми правами и обязанностями бывших муниципальных образований.
В Австрии крупные города были сформированы из множества индивидуальных кадастровых общин. Частично это может быть и сросшиеся между собой в течение многих лет близко расположенные друг к другу политические общины. В большинстве федеральных земель Австрии последние муниципальные и церковные реформы по слиянию мелких политических общин в большое сообщество проходили в 1970-х годах. Некоторые из этих политических общин, которые даже были небольшого размера, несмотря на слияние полностью, были позже снова отделены друг от друга. Самые последние крупные реформы местного самоуправления были проведены в 2010—2015 годах в Штирии. В результате этой административной реформы в Штирии из 17 политических округов осталось 13, а количество муниципальных образований уменьшилось с 542 до 287.

### Торговая община
Торговая община — муниципальное образование с правом рыночной торговли. Этот муниципальный правовой термин о присвоении общине либо исторически, либо формально определённых торговых прав (привилегий). Иногда в названиях общин встречается упоминание происхождения или присвоения таких прав, например Маркт-Алльхау. В других случаях термин и оригинальное название прочно срослись, например как Марктбергель.
Со времён проведения реформы местного самоуправления 1849 года в Австрии термин «торговая община» для общин не имеет юридического значения. Но даже и сегодня многие общины стремятся заполучить это звание, в основном ради представительских целей. Решение о присвоении статуса «торговая община» принимает правительство федеральной земли в рамках соответствующего муниципального кодекса страны. В дополнение к обычным (сельским) и торговым общинам есть ещё городские общины и города с собственным Уставом (штатутарштадты). Обычно в торговую общину входит только одно «торговое село» (Marktort) — административный центр общины. Но бывают и исключения, например: торговая община Нарн-им-Махланде в Верхней Австрии, в которой находятся два торговых села: Нарн-им-Махланде и Ау-ан-дер-Донау.
По состоянию на 1 мая 2015 года в Австрии из 2100 политических общин — 768 торговых. Это означает, что почти 37 %, то есть несколько больше, чем одна треть всех муниципалитетов Австрии, торговые.

### Городская община
Городские общины (нем. Stadtgemeinde) в Австрии — привилегированные политические общины, имеющие официальный городской статус. На городские общины, также как и на все другие общины, распространяются все правовые отношения общин, закреплённые в статьях 115—120 Конституции Австрии. По состоянию на 1 мая 2015 г. в Австрии из 2100 политических общин была 201 община со статусом городской. Это означает, что более 9,5 %, то есть почти одна десятая часть всех муниципалитетов Австрии, городские. Из этого количества — 15 городских общин пребывали в статусе штатутарштадта, то есть по административно-территориальному делению Австрийской Республики были приравнены к политическим округам. Оставшиеся 186 городских общин не имели собственных Уставов.

### Штатутарштадт
Штатутарштадт (нем. Statutarstadt) — городская община с особым статусом (собственным Уставом; нем. Städte mit eigenem Statut) и правами политического округа. На штатутарштадты, также как и на все другие общины, распространяются все правовые отношения общин, закреплённые в статьях 115—120 Конституции Австрии. По правовому положению являются одновременно общиной и политическим районом и подчиняются непосредственно земельному правительству. Во главе стоит бургомистр; представительным органом управления является общинный совет, исполнительно-распорядительным — городской совет, осуществляющий управление с помощью своего аппарата — магистрата.
Штатутарштадты — в основном густонаселенные города федеративного значения. С 1962 года в Конституции Австрии предусмотрено, что штатутарштадтом могут быть только городские общины с населением не менее 20 000 жителей. В соответствии с пунктом 3 статьи 116 главы «С» четвёртого раздела Конституции Австрии «для общины с населением не менее двадцати тысяч жителей, если это не ущемляет интересы земли, должен быть по представлению общины на основании закона земли установлен самостоятельный статус (городской правовой статус). Такое законодательное решение может быть опубликовано лишь с согласия Федерального правительства. Согласие считается данным, если в течение восьми недель со дня получения законодательного решения компетентным Федеральным министерством Федеральное правительство не сообщит губернатору земли о своем отказе. Город, имеющий самостоятельный статус, должен помимо задач общинного управления осуществлять также задачи районного (окружного) управления». Но, на момент принятия законодательного изменения, уже существовали нормативные города с населением менее, чем двадцать тысяч жителей, а именно: Айзенштадт, Вайдхофен-ан-дер-Ибс и Руст.
В настоящее время в Австрии насчитывается 15 штатутарштадтов: Айзенштадт (с 1921), Вайдхофен-ан-дер-Ибс (с 1869), Вельс (с 1964), Вена (с 1850), Винер-Нойштадт (с 1866), Грац (с 1850), Зальцбург (с 1850), Инсбрук (с 1850), Клагенфурт-ам-Вёртерзе (с 1850), Кремс-ан-дер-Донау (с 1938), Линц (с 1850), Руст (с 1921), Санкт-Пёльтен (с 1922), Филлах (с 1932) и Штайр (с 1867). В состав штатутарштадтов входят все административные центры земель, кроме административного центра Форарльберга — Брегенца.
Устав свободного города (нем. Freistadt) Руста базируется на основе Венгерского королевского городского права (нем. die Statutarstadt Rust beruft sich als Freistadt auf Königlich Ungarisches Stadtrecht).
Все 15 штатутарштадтов (уставных городов) не являются частью какого-либо округа и городской совет обычно занимается теми же вопросами, что исполняет администрация округа. Обычно уставный город является домашним городом администрации округа, отвечающей за близлежащие области, к округу которого город не принадлежит.
Статистические данные по штатутарштадтам Австрии:
| Штатутарштадт          | Год присвоения статуса | Код   | Территория, га | Население (на 01.01.2021), чел. | Плотность, чел./км² | Землеобеспеченность, м²/чел. | Автокод |
| ---------------------- | ---------------------- | ----- | -------------- | ------------------------------- | ------------------- | ---------------------------- | ------- |
| Айзенштадт             | 1921                   | 10101 | 04 288         | 14 895                          | 347                 | 288                          | E       |
| Вайдхофен-ан-дер-Ибс   | 1869                   | 30301 | 13 156         | 11 134                          | 85                  | 1182                         | WY      |
| Вельс                  | 1964                   | 40301 | 04 592         | 62 654                          | 1 364               | 73                           | WE      |
| Вена                   | 1850                   | 90001 | 41 482         | 1 920 949                       | 4 631               | 22                           | W       |
| Винер-Нойштадт         | 1866                   | 30401 | 06 094         | 46 456                          | 762                 | 131                          | WN      |
| Грац                   | 1850                   | 60101 | 12 757         | 291 134                         | 2 282               | 44                           | G       |
| Зальцбург              | 1850                   | 50101 | 06 565         | 155 416                         | 2 367               | 42                           | S       |
| Инсбрук                | 1850                   | 70101 | 10 491         | 131 059                         | 1 249               | 80                           | I       |
| Клагенфурт-ам-Вёртерзе | 1850                   | 20101 | 12 012         | 101 765                         | 847                 | 118                          | K       |
| Кремс-ан-дер-Донау     | 1938                   | 30101 | 05 166         | 24 837                          | 481                 | 208                          | KS      |
| Линц                   | 1850                   | 40101 | 09 599         | 206 537                         | 2 152               | 46                           | L       |
| Руст                   | 1921                   | 10201 | 02 001         | 2 000                           | 100                 | 1001                         | E       |
| Санкт-Пёльтен          | 1922                   | 30201 | 10 844         | 55 878                          | 515                 | 194                          | P       |
| Филлах                 | 1932                   | 20201 | 13 499         | 63 236                          | 468                 | 213                          | VI      |
| Штайр                  | 1867                   | 40201 | 02 656         | 37 952                          | 1 429               | 70                           | SR      |

### Вена (община)
Вена — самая большая (политическая) община в Австрии, концентрирующая почти 21 % населения Федерации. Её правовые отношения в Конституции Австрии закреплены в статьях 108—112 главы «В» четвёртого раздела. Вена — штатутарштадт и одновременно политическая община, а также политический округ, — «в дальнейшем подразделяется на районы, используемыми местной администрацией для городского управления. Хотя эти районы пользуются некоторой автономией и выборные представители имеют определённые политические полномочия, но это не идёт ни в какое сравнение с административным делением на политические округа». Законодательный орган — Венский общинный совет (нем. Wiener Gemeinderat), исполнительный орган — Венский городской сенат (нем. Wiener Stadtsenat), состоящий из Бургомистра Вены (нем. Bürgermeister von Wien) и городских советников (нем. Stadtrat).

### Права политических общин
Города и общины в Австрии представляют, соответственно, Австрийская ассоциация городов (нем. Österreichischer Städtebund) (с 1915 года и, после аншлюса, повторно с 1946 года) и Австрийская ассоциация муниципалитетов (нем. Österreichischer Gemeindebund), созданная в 1947 году. Города и общины могут одновременно участвовать в обеих ассоциациях. Впервые двойное членство в обеих организациях отмечалось в 1948 году. Для членства в Австрийской ассоциации городов не является абсолютно необходимым, чтобы муниципалитету официально был присвоен статус города. В эту ассоциацию также могут входить как ярмарочные, так и сельские общины с населением более, чем 10 000 жителей. Например, ярмарочная община Лустенау или сельская община Вальс-Зиценхайм. Для представления интересов и прав городов и посёлков с 1 сентября 1988 года Австрия присоединилась к Европейской хартии местного самоуправления.

### Названия общин
Названия общин в большинстве случаев совпадают с названием крупнейшего населённого пункта в общине. Но в ходе различных реформ община может получить относительно новое имя, например, путём добавления дополнительной информации для уточнения локализации, особенно если до этого были общие топонимы или ойконимы. Также возможны двойные наименования при наличии двух одинаковых по размеру населенных пунктов в общине. Но бывают и исключения, когда название общины не совпадает с названием её административного центра.
Также есть и свои особенности: записи в регистрах соответствующих региональных властей могут незначительно отличаться от географических названий Федерального бюро метрологии и геодезии. Например, отсутствуют дефисы или добавлены в другом случае. То же самое справедливо и для приставок, таких как Ст. (St.) и Санкт. Может быть различным написание ss-обозначения: один раз как ss, а в следующий раз как ß.

### Статистические сведения

#### Общины Австрии по типу (виду) и статусу
Статус общин, таких как городская или ярмарочная, очень часто имеет историческое происхождение и не связан с количеством жителей в этих общинах. Таким образом, существуют ярмарочные общины с 20000 жителей, но также много и совсем небольших городов. Подразделение общин на ярмарочные и городские регулируются соответствующими законами отдельных федеральных земель.
Распределение количества политических общин по типу (виду) и статусу на 1 мая 2015 года следующее:
- сельские общины (официально только общины) — 1131;
- ярмарочные общины — 768;
- городские общины — 201, из города без собственных Уставов — 186 штатутарштадты — 15[3].

Общины Австрии по федеральным землям по состоянию на 01.05.2015 г.:
| Код | Федеральная земля | Общины, всего | Городские общины | Ярмарочные общины | Общины без особого статуса | Население, чел. (на 01.01.2015) | Средняя численность населения, чел./община |   |            |     |    |    |    |         |      |
| --- | ----------------- | ------------- | ---------------- | ----------------- | -------------------------- | ------------------------------- | ------------------------------------------ | - | ---------- | --- | -- | -- | -- | ------- | ---- |
| Код | Федеральная земля | Общины, всего | Городские общины | Ярмарочные общины | Общины без особого статуса | Население, чел. (на 01.01.2015) | Средняя численность населения, чел./община | 1 | Бургенланд | 171 | 13 | 67 | 91 | 288 356 | 1686 |
| 9   | Вена              | 1             | 1                | —                 | —                          | 1 797 337                       | 1 797 337                                  |   |            |     |    |    |    |         |      |
| 4   | Верхняя Австрия   | 442           | 32               | 151               | 259                        | 1 437 251                       | 3252                                       |   |            |     |    |    |    |         |      |
| 5   | Зальцбург         | 119           | 11               | 24                | 84                         | 538 575                         | 4526                                       |   |            |     |    |    |    |         |      |
| 2   | Каринтия          | 132           | 17               | 47                | 68                         | 557641                          | 4225                                       |   |            |     |    |    |    |         |      |
| 3   | Нижняя Австрия    | 573           | 76               | 327               | 170                        | 1 636 778                       | 2857                                       |   |            |     |    |    |    |         |      |
| 7   | Тироль            | 279           | 11               | 20                | 248                        | 728 826                         | 2612                                       |   |            |     |    |    |    |         |      |
| 8   | Форарльберг       | 96            | 5                | 11                | 80                         | 378 592                         | 3944                                       |   |            |     |    |    |    |         |      |
| 6   | Штирия            | 287           | 35               | 121               | 131                        | 1 221 570                       | 4256                                       |   |            |     |    |    |    |         |      |
| 040 | Австрия           | 2100          | 201              | 768               | 1131                       | 8 584 926                       | 3234/4088                                  |   |            |     |    |    |    |         |      |

#### Классификация общин Австрии
Классификация общин Австрии по размеру и численности населения по состоянию на 01.01.2015 г.:
| Класс общин     | Бургенланд | Бургенланд | Вена       | Вена      | Верхняя Австрия | Верхняя Австрия | Зальцбург  | Зальцбург | Каринтия   | Каринтия  | Нижняя Австрия | Нижняя Австрия | Тироль     | Тироль    | Форарльберг | Форарльберг | Штирия     | Штирия    | Австрия    | Австрия   |
| --------------- | ---------- | ---------- | ---------- | --------- | --------------- | --------------- | ---------- | --------- | ---------- | --------- | -------------- | -------------- | ---------- | --------- | ----------- | ----------- | ---------- | --------- | ---------- | --------- |
| Класс общин     | Количество | Население  | Количество | Население | Количество      | Население       | Количество | Население | Количество | Население | Количество     | Население      | Количество | Население | Количество  | Население   | Количество | Население | Количество | Население |
| 46—500          | 17         | 5 814      | —          | —         | 12              | 4 765           | 7          | 2 614     | —          | —         | 20             | 6 379          | 37         | 11 750    | 16          | 5 398       | 2          | 911       | 111        | 37 631    |
| 501—1 000       | 41         | 33 121     | —          | —         | 79              | 60 015          | 15         | 11 002    | 12         | 9 675     | 88             | 68 843         | 59         | 44 011    | 18          | 13 173      | 14         | 10 560    | 326        | 250 400   |
| 1 001—1 500     | 45         | 57 238     | —          | —         | 78              | 98 172          | 15         | 19 082    | 26         | 32 212    | 129            | 161 764        | 55         | 68 892    | 9           | 10 954      | 50         | 63 754    | 407        | 512 068   |
| 1 501—2 000     | 23         | 41 146     | —          | —         | 65              | 111 243         | 10         | 17 001    | 24         | 41 467    | 101            | 173 817        | 35         | 60 457    | 9           | 15 736      | 49         | 84 600    | 316        | 545 467   |
| 2 001—2 500     | 18         | 39 681     | —          | —         | 61              | 135 488         | 9          | 20 594    | 20         | 44 105    | 58             | 127 211        | 20         | 44 046    | 11          | 24 366      | 40         | 87 933    | 237        | 523 424   |
| 2 501—3 000     | 12         | 33 593     | —          | —         | 33              | 91 303          | 11         | 30 551    | 10         | 27 263    | 45             | 123 851        | 17         | 45 772    | 2           | 5 160       | 27         | 74 408    | 157        | 431 901   |
| 3 001—5 000     | 10         | 36 468     | —          | —         | 66              | 254 967         | 31         | 119 152   | 20         | 75 175    | 68             | 256 306        | 33         | 127 848   | 14          | 51 943      | 58         | 225 587   | 300        | 1 147 446 |
| 5 001—10 000    | 4          | 27 631     | —          | —         | 35              | 227 964         | 14         | 89 080    | 12         | 80 836    | 39             | 270 672        | 16         | 113 664   | 8           | 56 582      | 32         | 210 752   | 160        | 1 077 181 |
| 10 001—20 000   | 1          | 13 664     | —          | —         | 8               | 106 902         | 5          | 60 472    | 5          | 63 445    | 18             | 232 574        | 6          | 85 421    | 5           | 65 420      | 12         | 140 975   | 60         | 768 873   |
| 20 001—30 000   | —          | —          | —          | —         | 2               | 50 860          | 1          | 20 607    | 1          | 25 083    | 5              | 119 612        | —          | —         | 2           | 50 593      | 2          | 47 883    | 13         | 314 638   |
| 30 001—50 000   | —          | —          | —          | —         | 1               | 38 287          | —          | —         | —          | —         | 1              | 43 002         | —          | —         | 2           | 79 267      | —          | —         | 4          | 160 556   |
| 50 001—100 000  | —          | —          | —          | —         | 1               | 59 858          | —          | —         | 2          | 158 380   | 1              | 52 747         | —          | —         | —           | —           | —          | —         | 4          | 270 985   |
| 100 001—200 000 | —          | —          | —          | —         | 1               | 197 427         | 1          | 148 420   | —          | —         | —              | —              | 1          | 126 965   | —           | —           | —          | —         | 3          | 472 812   |
| 200 000—500 000 | —          | —          | —          | —         | —               | —               | —          | —         | —          | —         | —              | —              | —          | —         | —           | —           | 1          | 274 207   | 1          | 274 207   |
| свыше 1 000 000 | —          | —          | 1          | 1 797 337 | —               | —               | —          | —         | —          | —         | —              | —              | —          | —         | —           | —           | —          | —         | 1          | 1 797 337 |
| Итого           | 171        | 288 356    | 1          | 1 797 337 | 442             | 1 437 251       | 119        | 538 575   | 132        | 557 641   | 573            | 1 636 778      | 279        | 728 826   | 96          | 378 592     | 287        | 1 221 570 | 2 100      | 8 584 926 |

## Кадастровая община
Кадастровая община — территориальная единица управления, занесённая в земельный кадастр. Кадастровые общины (Katastralgemeinde) появились в Австрии в 1770 году с момента создания земельных регистров (в федеральной земле Зальцбург — с 1805 года) для упорядочения начисления налогов. Первоначально границы приходов и кадастровых общин полностью совпадали, несмотря на последующие изменения границ местных общин. В настоящее время границы кадастровых и сегодняшних политических общин регулируются законами на федеральном уровне.
Каждой кадастровой общине в Австрии присвоен индивидуальный, зарегистрированный в установленном законом порядке, пятизначный кадастровый номер.
На 1 января 2003 года в Австрии было 7853 кадастровых общин, а уже на 1 января 2004 года только лишь 7846.

## Статистический цельшпренгель
Бюро статистики Австрии для создания сопоставимых данных при обследовании и оценки административных подразделений, для целей выделения наименьшей площади, используемой в качестве объекта управления и т. п., ввело отдельную статистическую единицу цельшпренгель (нем. Zählsprengel).

## Интересные факты
- Среди сельских общин наименьшая — Грамайс, её население — 46 человек; наибольшая — Вальс-Зиценхайм, её население — 12 794 человека.
- Среди ярмарочных общин наименьшая — Лоретто, её население — 467 человек; наибольшая — Лустенау, её население — 21 897 человек.
- Среди городских общин без собственных Уставов наименьшая — Раттенберг, её население — 410 человек; наибольшая — Дорнбирн, её население — 47 417 человек.
- Среди городских общин наименьшая — Раттенберг, её население — 410 человек; наибольшая — Вена, её население — 1 797 337 человек.
- Среди штатутарштадтов наименьший — Руст, его население — 1 929 человек; наибольший — Вена.
- Среди политических общин наименьшая — Грамайс; наибольшая — Вена.
- Среди штатутарштадтов наименьший площади — Руст (1998,96 га); наибольший — Вена (41 464,84 га). Среди всех общин наименьшая — Раттенберг (11,26 га); наибольшая — Зёльден (46 678,38 га).
- Среди штатутарштадтов наибольшая плотность зафиксирована в Вене — 4 334,60 чел./км²; наименьшая — в Вайдхофен-ан-дер-Ибсе (86,18 чел./км²).

## Галерея
- Кирха в Грамайс (Тироль)
- Дворец Клесхайм в общине Вальс-Зиценхайм (Зальцбург)
- Внутренне убранство базилики в Лоретто (Бургенланд)
- Начальная школа Лустенау-Кирхдорф Лустенау (Форарльберг)
- Алтарь в Раттенберге (Тироль)
- Ночная панорама Дорнбирна (Форарльберг)
- Вид на город Руст с птичего полёта
- Вид на город Раттенберг (Тироль)
- Коллаж (Вена)
- Герб Грамайс (Тироль)
- Парламент Вены